# 李張瑞

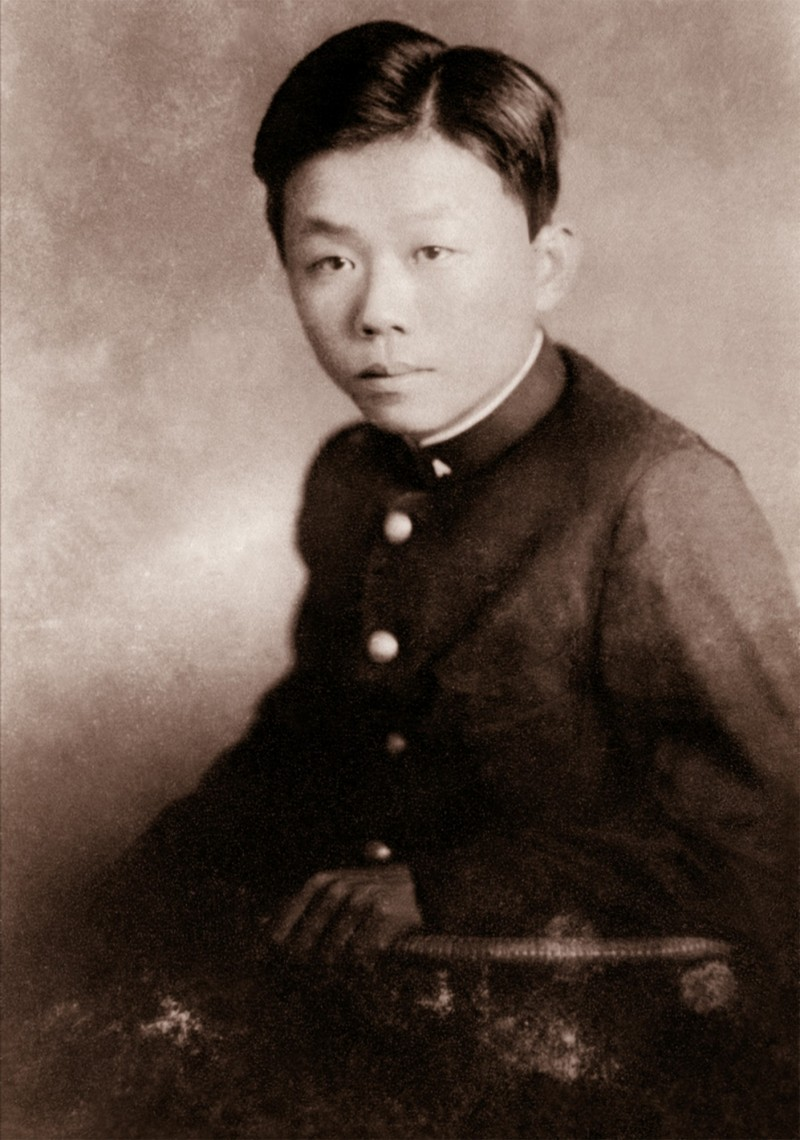
李張瑞

李張瑞（1911年—1952年），筆名利野蒼:172，台灣詩人。早年與楊熾昌等就讀于台南第一中學，接觸了普魯斯特、哥德等人的作品。他是風車詩社的代表者之一，其詩富有鄉土氣息、同情弱者。受日本教育，不會寫漢文，所有作品全部為日文。作品發表于《台南新報》、《台灣新文學》、《台灣新聞》等報刊雜誌。臺灣白色恐怖時期被秘密槍決。
先後列名在1999年綠島人權紀念碑以及2013年舉辦的「遲來的愛─白色恐怖時期政治受難者遺書特展」、與前者名單大至相同2013年列名北京西山無名英雄廣場。

## 大事記
1911年10月27日出生於台南關廟。1931年，赴日就讀東京農業大學。1933年，東京農業大學專科二年肄業返台，成為風車詩社創社社員，筆名為利野蒼。1934年12月23日，與王玉嬌結婚。1935年12月，任職嘉南大圳水利委員會灌溉技師。
1947年7月，任職水利局斗六工程處灌溉副工程師。1949年1月，組織讀書會，會員約15人，會員合資購買雜誌閱讀。同年6月，因經費不足，讀書會解散。同年9月，讀書會的成員蘇榮生加入匪諜組織。1952年1月11日，因蘇榮生案被牽連而被逮捕入獄。9月1日，台灣保安司令部(41)安潔字第2557號判決書認定讀書會成立是在蘇榮生加入匪諜組織之前，查無李張瑞從事叛亂活動事證，以讀書會為叛黨組織，判決李張瑞有期徒刑15年。9月5日，台灣保安司令部行文國防部轉呈總統府(41)安潔字第2557號判決書呈請核備。12月20日，總統府行文國防部，總統核定蘇榮生等叛亂案罪刑改判李張瑞死刑。12月26日，總統府行文國防部要求蘇榮生等叛亂案罪刑簽奉總統核定執行。國防部(41)防隆字第2640號電文轉知台灣保安司令部簽奉總統核定執行。12月30日，李張瑞遭槍決。

## 文學作品
- 利野蒼刊載在第3輯《風車詩誌》的幾篇詩作，如：〈古老的庭園〉、〈白色的空間〉、〈一個早晨〉、〈燭光〉、〈臨終〉、〈毛衣──罪深的戀情〉、〈茶室的感情〉。已經由台灣詩人、學者葉笛翻譯成中文，發表在1995年7月5日《文學台灣》15期。葉笛逝世以後，其全集[4]收錄了利野蒼日文詩作的中譯文本〈古老的庭園〉、〈白色的空間〉、〈一個早晨〉、〈燭光〉、〈臨終〉、〈毛衣──罪深的戀情〉、〈茶室的感情〉，以及一篇利野蒼在1934年2月27日所作的短文〈作為感想〉。
- 李張瑞的日文新詩作品〈天空的婚禮〉、〈女王的夢〉、〈黃昏〉、〈肉體喪失〉、〈輓歌〉、〈鏡子〉、〈虎頭埤〉、〈這個家〉、〈傳統〉，戰後由台灣詩人陳千武翻譯成中文，之後被收錄在陳明台主編的《陳千武譯詩選集》裡。[5]
- 李張瑞的日文新詩作品〈鏡子〉、〈輓歌〉，戰後被翻成中文，並且收錄在林瑞明主編《國民文選‧現代詩卷I》。[6]
- 陳允元、黃亞歷編，《日曜日式散步者：風車詩社及其時代》全二冊，臺北市：行人文化實驗室、臺南市政府文化局，2016年。

## 相關研究

### 博碩士論文
使用「台灣博碩士論文知識加值系統」查詢，到2014年10月24日為止，以作家生平事跡及其作品為研究對象的文章，還沒有一篇出現。其他觸及這位作品生平及作品的論文，目前已知的有：
- 黃建銘，〈日治時期楊熾昌及其文學研究〉，成功大學歷史學系碩博士班碩士論文，2001年。
- 陳沛琪，〈日治時期新詩之現代性符號探尋〉，南華大學文學研究所碩士論文，2002年。
- 陳健珍，〈日據時期臺灣新詩中的反抗與耽美意識〉，佛光人文社會學院文學系碩士論文，2005年。
- 莊曉明，〈日治時期鹽分地帶詩人群和風車詩社詩風之比較研究〉，台北教育大學台灣文化研究所碩士論文，2008年。
- 鄧婉婷，〈1930年代台灣現代詩的成立與展開〉，中正大學台灣文學研究所碩士論文，2009年。
- 林婉筠，〈風車詩社：美學、社會性與現代主義〉，政治大學台灣文學研究所碩士論文，2010年。
- 方婉禎，〈美學的越境：東亞超現實主義的融會與轉化〉，輔仁大學跨文化研究所比較文學博士班博士論文，2013年。

### 論文集論文
使用「台灣文史哲論文集篇目索引系統」查詢，到2014年10月24日為止，以作家生平事跡及其作品為研究對象的文章，目前還沒有找到一篇。如果以「風車詩刊」這個團體及詩刊為關鍵字搜詢，可以找到以下的文章：
- 王文仁，〈時代巨輪下的超現實首聲—「風車詩社」的文學史意義初論〉，《文學流變：國立東華大學第二屆全國中文系研究生學術研討會論文集》。
- 王文仁，〈「斷裂」？「鍊接」？—再論「風車詩社」的文學史意義〉，《想像的本邦：現代文學十五論》。
- 陳明台，〈楊熾昌‧風車詩社‧日本詩潮—戰前臺灣新詩現代主義的考察〉，《臺灣文學研究論集》。
- 陳明台，〈新詩精神的提倡與實踐—「風車」的詩與詩人〉，《台灣文學研究論集》。

使用「台灣期刊論文索引系統」查詢，到了2014年10月24日為止，以「李張瑞」或「利野蒼」的生平及作品為研究對象的文章，還沒有一篇出現。至於，以「風車詩社」這個團體及其詩刊的研究有：
- 陳明台，〈Modernist Poetry in Prewar Taiwan: Yang Ch'ih-ch'ang, the Feng-Ch'e (Le Moulin) Poetry Society, and Japanese Poetic Trends〉，1997年12月《Taiwan Literature English Translation Series》。
- 陳芳明，〈臺灣新文學史(6)--寫實文學與批判精神的抬頭〉，2000年3月《聯合文學》。
- 劉乃慈，〈論日據時期「風車」詩社的「政治潛意識」〉，2001年2月《笠》。
- 林政華，〈日政時期詩人林修二及其作品研究〉，2002年6月《通識研究集刊》。
- 陳鴻逸，〈現代主義的先驅--風車詩社〉，2003年4月《文化生活》。
- 奚密，〈燃燒與飛躍：一九三○年代臺灣的超現實詩〉，2007年12月《台灣文學學報》。
- 許倍榕，〈文學性與大眾性的辯證--關於文藝大眾化的幾場論爭〉，2013年6月《東吳中文線上學術論文》。
- 葉寄民，〈日據時代台灣詩壇的超現實主義運動－以風車詩社核心人物楊熾昌的運動為軸〉，《台灣文學巡禮》。
- 葉寄民，〈日據時代台灣詩壇的超現實主義運動－風車詩社的詩運動〉，《臺灣現代詩史論：臺灣現代詩史研討會實錄》。

### 書籍
使用「全國圖書書目資訊網」查詢，到2014年10月24日為止，還沒有一本以作家生平及其作品、學術成就為談論焦點的書。

## 外部連結
- 文化部國家文化資料庫>臺灣大百科>風車詩社
- 文化部國家文化資料庫>臺灣大百科>李張瑞